# Braco de Ariège
Braco de Ariège [Nota] (em francês:  Braque de l'Ariège), é uma raça de cão de caça e aponte originária da França. De origem não precisa embora também não remota, é dito que estes caninos são fruto dos cruzamentos entre o perdigueiro de Burgos e o braco italiano, para serem usados por caçadores em regiões do país. Cruzada artificialmente na década de 1920 para adquirir leveza e energia, foi quase extinta durante a Segunda Guerra Mundial, sendo revitalizada décadas mais tarde. Raro fora da nação europeia, apresenta-se como animal de porte médio, com pelagem curta e branca manchada em marrom ou laranja na altura da cabeça e orelhas; pode chegar a medir até 67 cm na altura da cernelha.